# 艾蒂安·利奥波德·特鲁夫洛

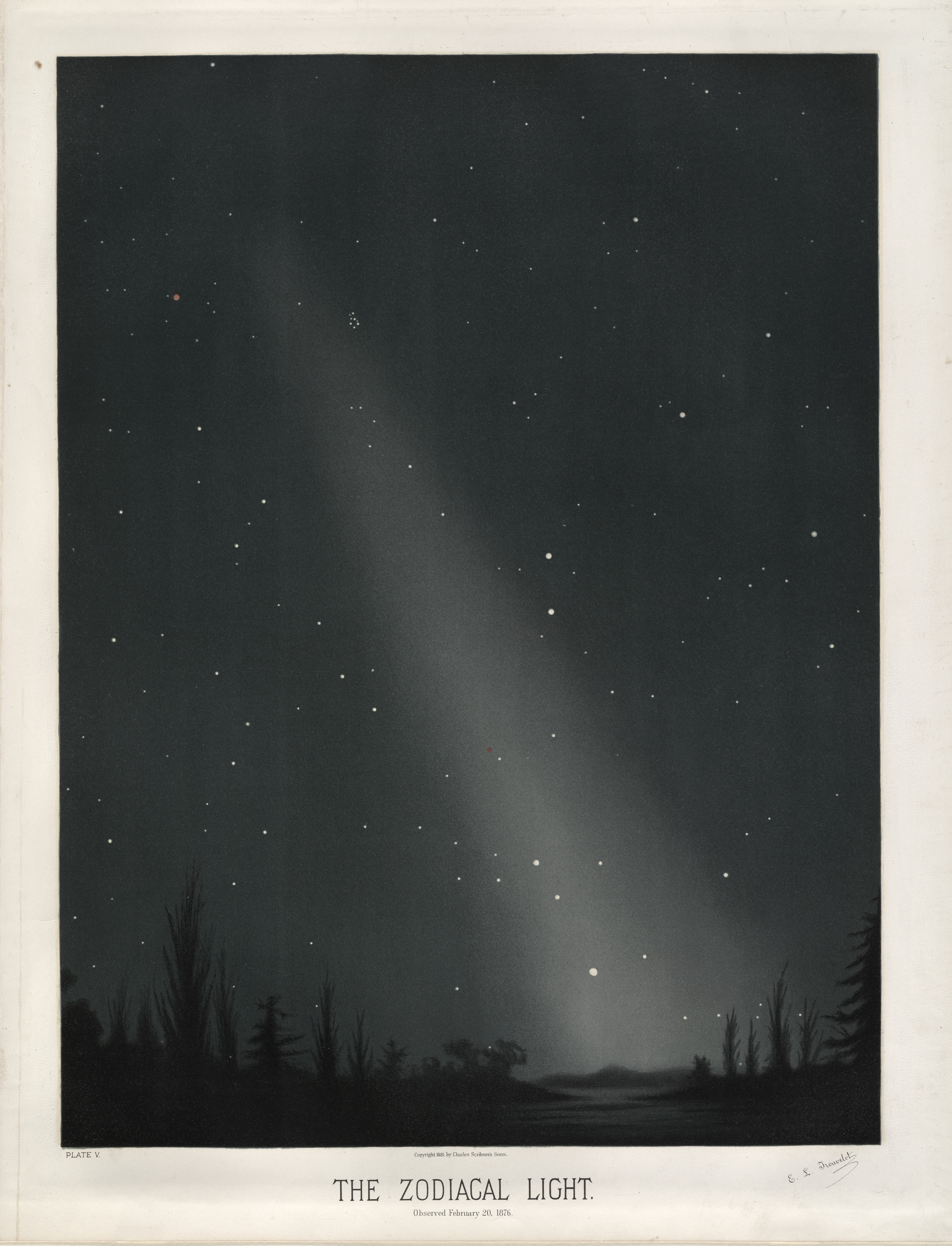
特鲁维洛特的石版画黄道光

艾蒂安·利奥波德·特鲁夫洛(法語：Étienne Léopold Trouvelot, 1827年12月26日—1895年4月22日)是一位法国艺术家、天文学家暨业余昆虫学家 。他最知名的是将外来物种-舞毒蛾引入到北美，导致美国东部数百万棵阔叶树惨遭损毁。

## 生平
1827年出生在法国埃纳省，早年间曾参与过政治活动，并具有明显的共和党人倾向。1852年拿破仑三世复辟后，他和家人逃亡到了美国，定居在波士顿郊区-马萨诸塞州梅德福镇美特尔街27号，靠绘制天文图画养活全家。 
特鲁夫洛还是一位热衷于昆虫学的业余昆虫学家。当时美国产丝的蚕蛾因各种疾病的侵袭而不断消亡。特鲁夫洛对包括原生北美蚕蛾在内的鳞翅目幼虫有着浓厚的兴趣，他认为这种蛾虫可用来产丝。出于不明原因，在19世纪60年代中期，他从欧洲带来了一些舞毒蛾卵块，并放在屋后的森林中进行孵化。不幸的是，部分幼虫逃进了附近的树林里。此后，人们对此议论纷纷，有人说尽管他进行过口头和书面报警，但没有官员愿意协助他寻找和捕灭这些飞蛾；还有的说，虽然他意识到了风险，但没有直接证据证明他将此事告知了政府。
不久，特鲁夫洛对昆虫学失去了兴趣并转而投入到天文学。在该领域，他的艺术才能充分展现出其独特的观察力，他对天文学的热情显然是在1870年目睹过几次极光后被引发的。
1872年，当时的哈佛大学天文台台长约瑟夫·温洛克，在看过他那些精美的插画后，力邀特鲁夫洛到天文台工作。1875，他被受邀使用美国海军天文台26英寸折射望远镜一年。在他的一生当中，共创作了约7000张高品质的天文插图，1881年斯克里布纳之子公司出版了其中最精湛的15幅彩色插图。他对太阳也特别感兴趣，在1875年曾发现了太阳上的“朦胧的斑点”。1877年他当选为美国文理科学院院士。
除绘制插图外，他还发表过约50篇科学论文。
1882年，特鲁夫洛回到了法国，加入巴黎天文台，主要从事天文摄影工作，在那里他与上司-天文学家皮埃尔·朱尔·塞萨尔·让桑产生了激烈的矛盾。数年前，他释放的舞毒蛾对马萨诸塞州地方政府造成了极为严重的后果。
1895年4月22日，他在法国默冬去世。舞毒蛾被认为是一种严重的害虫，人们一直在尝试根除它们（但最终这些努力都未取得成的）。到目前为止，舞毒蛾在美国的活动范围继续漫延，并与其他吃树叶的害虫一起每年造成高达约8亿6800万美元的经济损失。

## 奖励和荣誉
- 法兰西科学院瓦尔兹奖.
- 月球上以他的名字命名的特鲁夫洛陨石坑.
- 火星上以他的名字命名的特鲁夫洛撞击坑.

## 另请参阅
美国舞毒蛾分布图
卡米伊·弗拉马利翁

## 图集

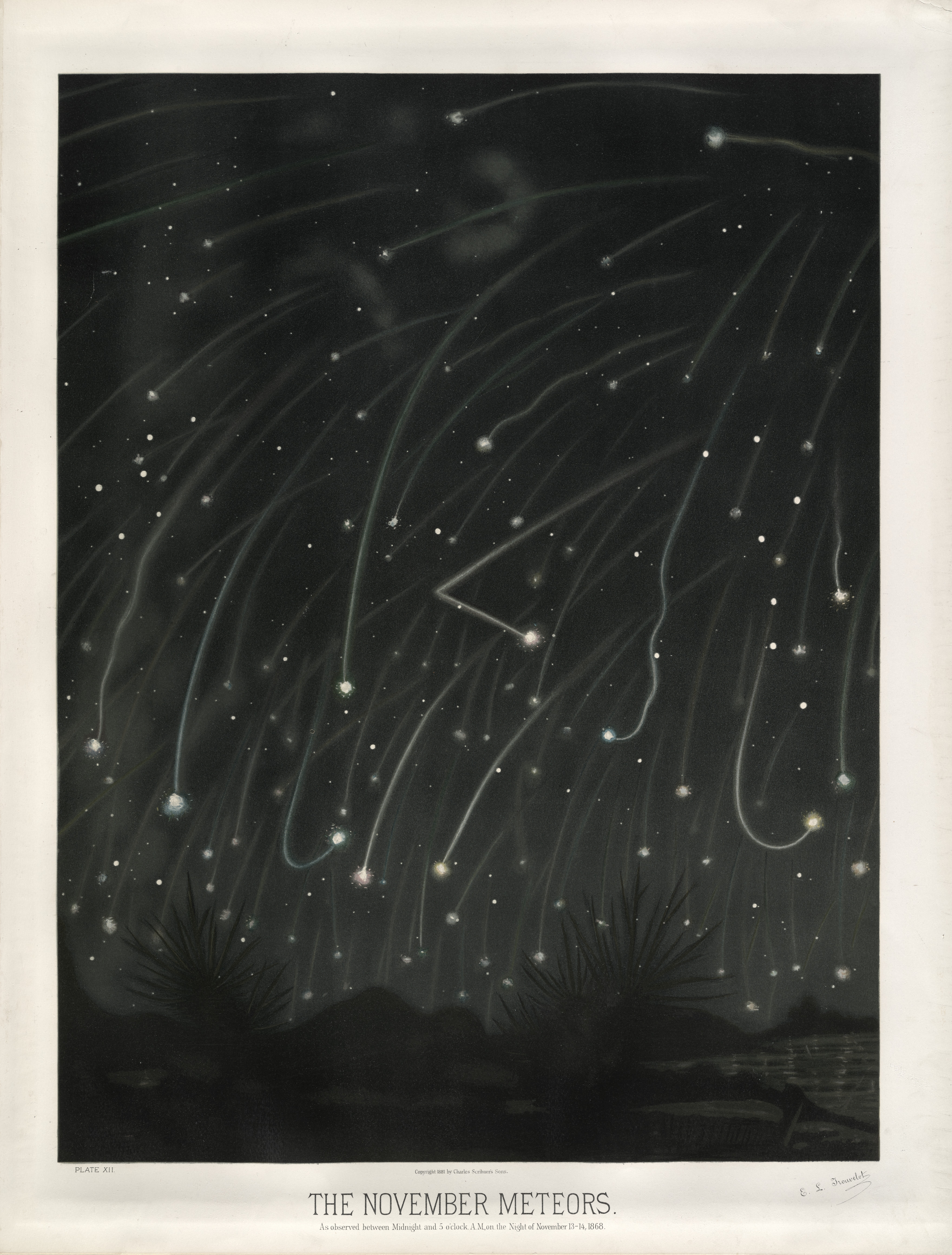
狮子座流星雨,1868年
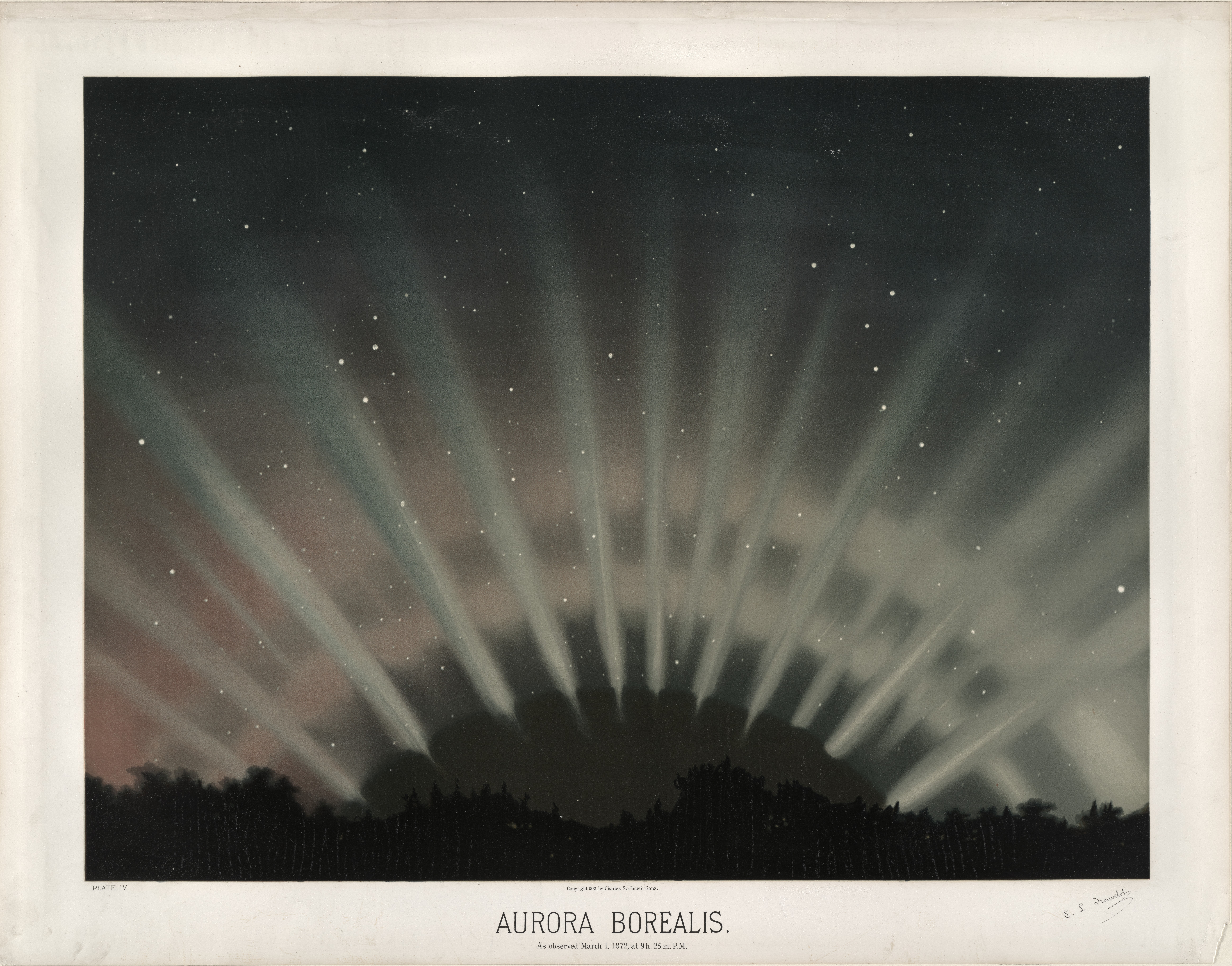
北极光,1872年
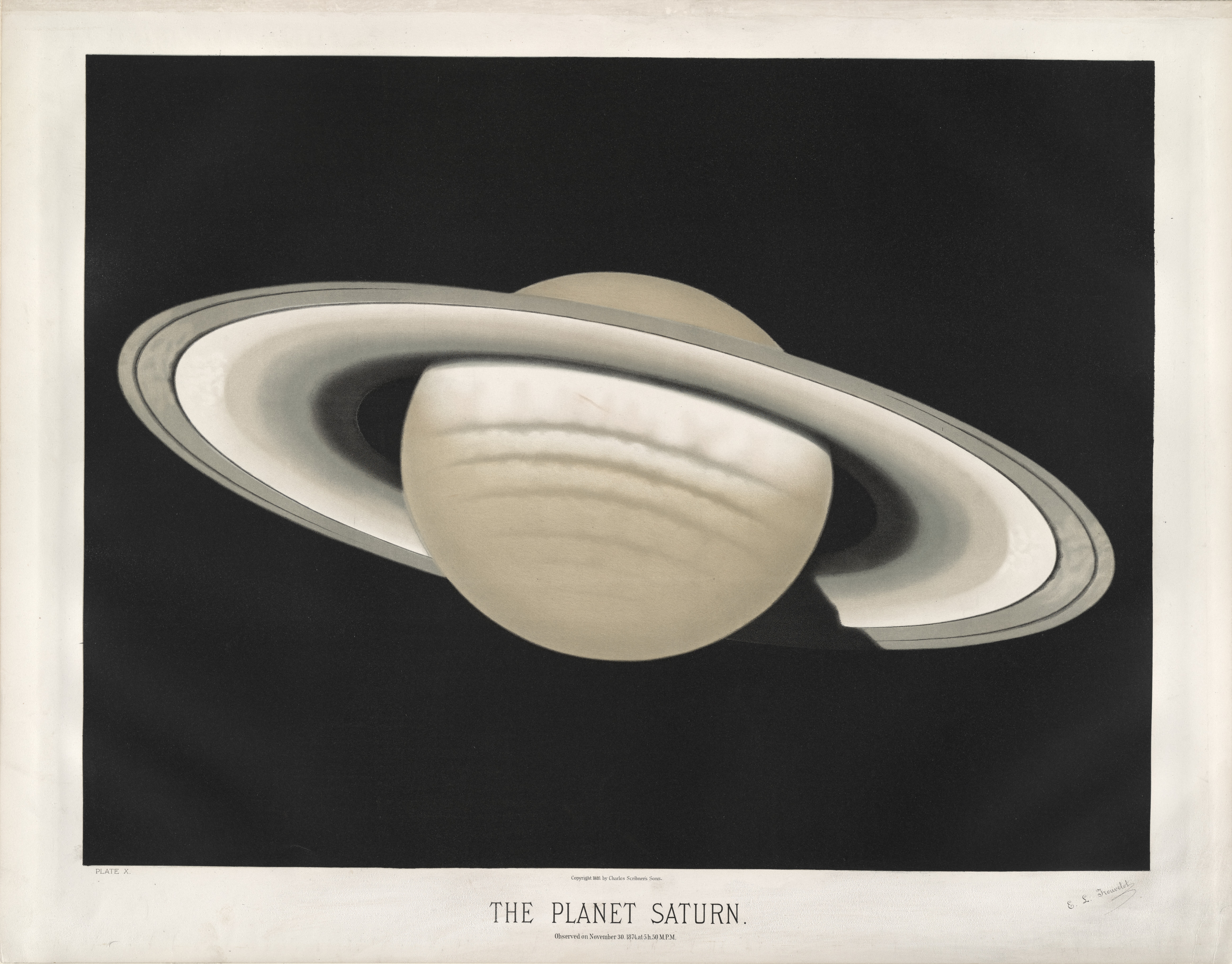
土星,1874年
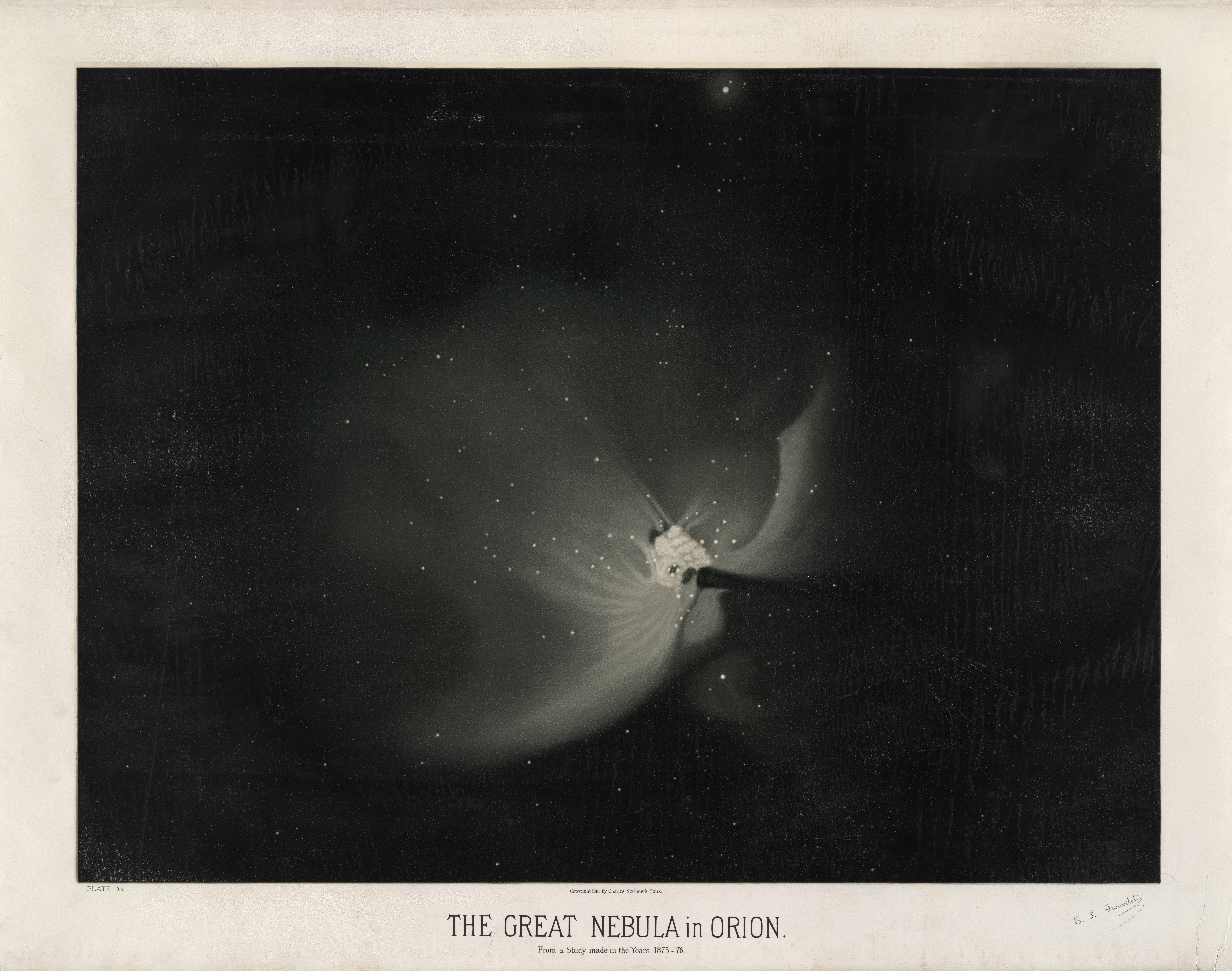
猎户座星云,1875年
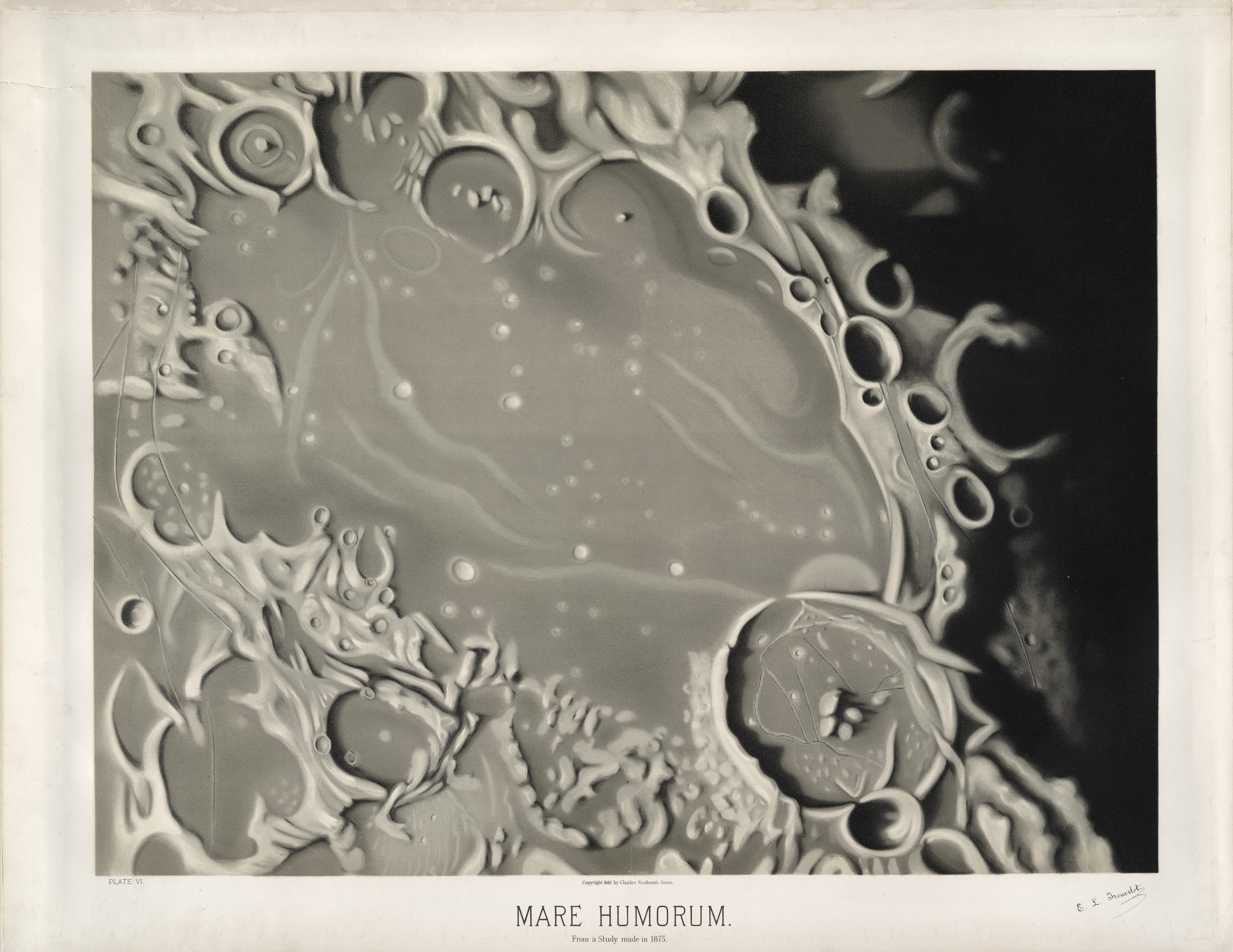
月球,1875年
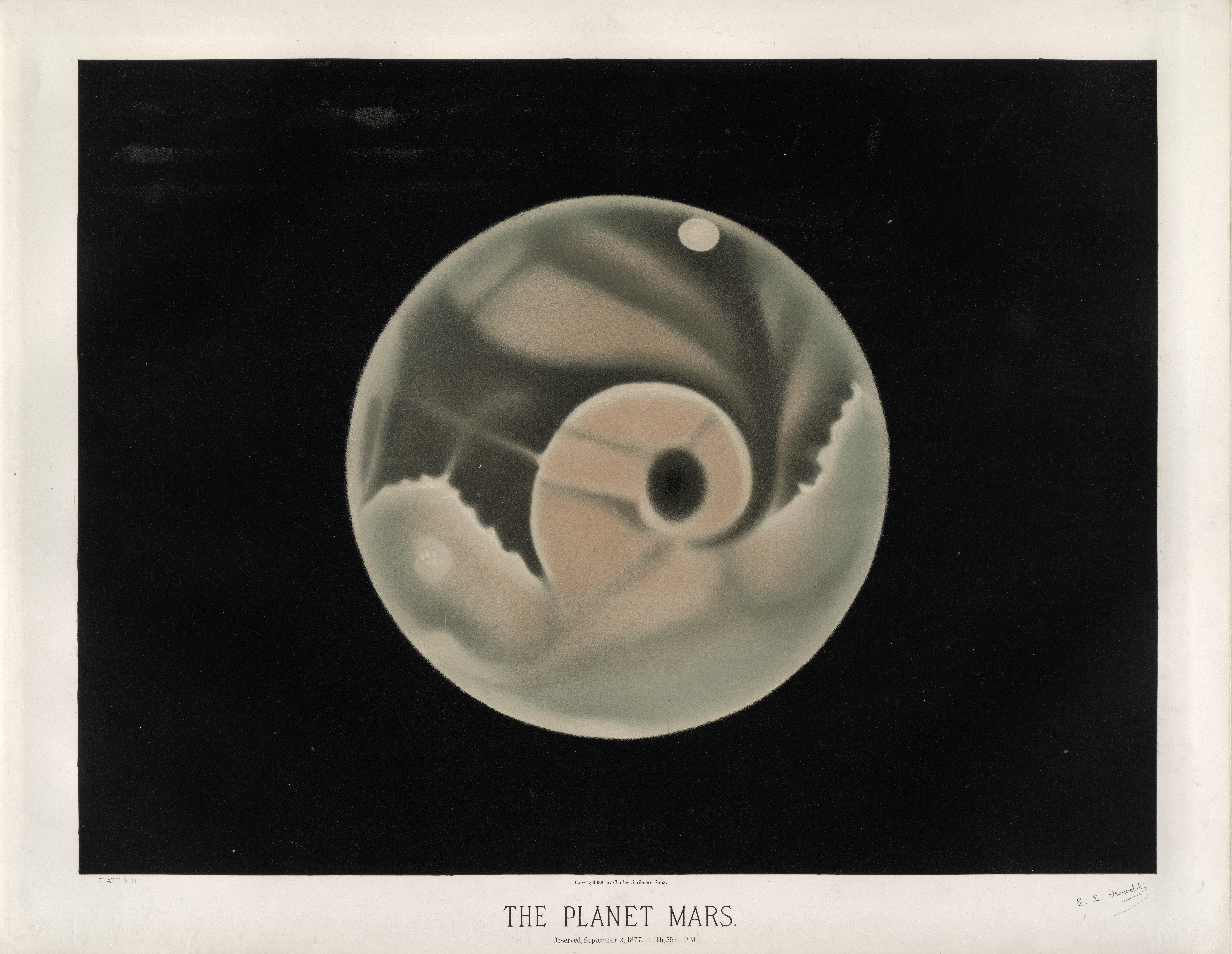
火星, 1877年
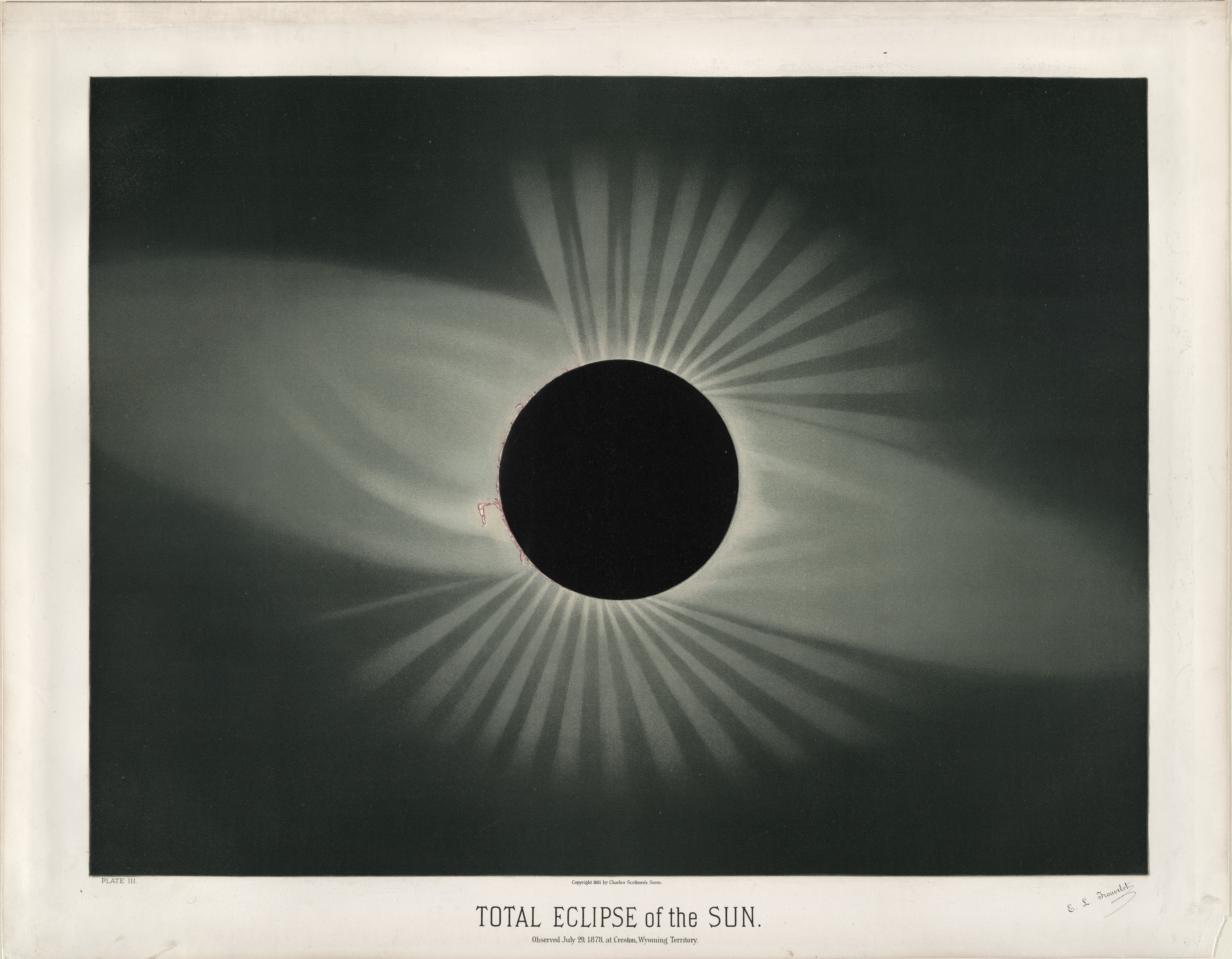
1878年7月29日日食
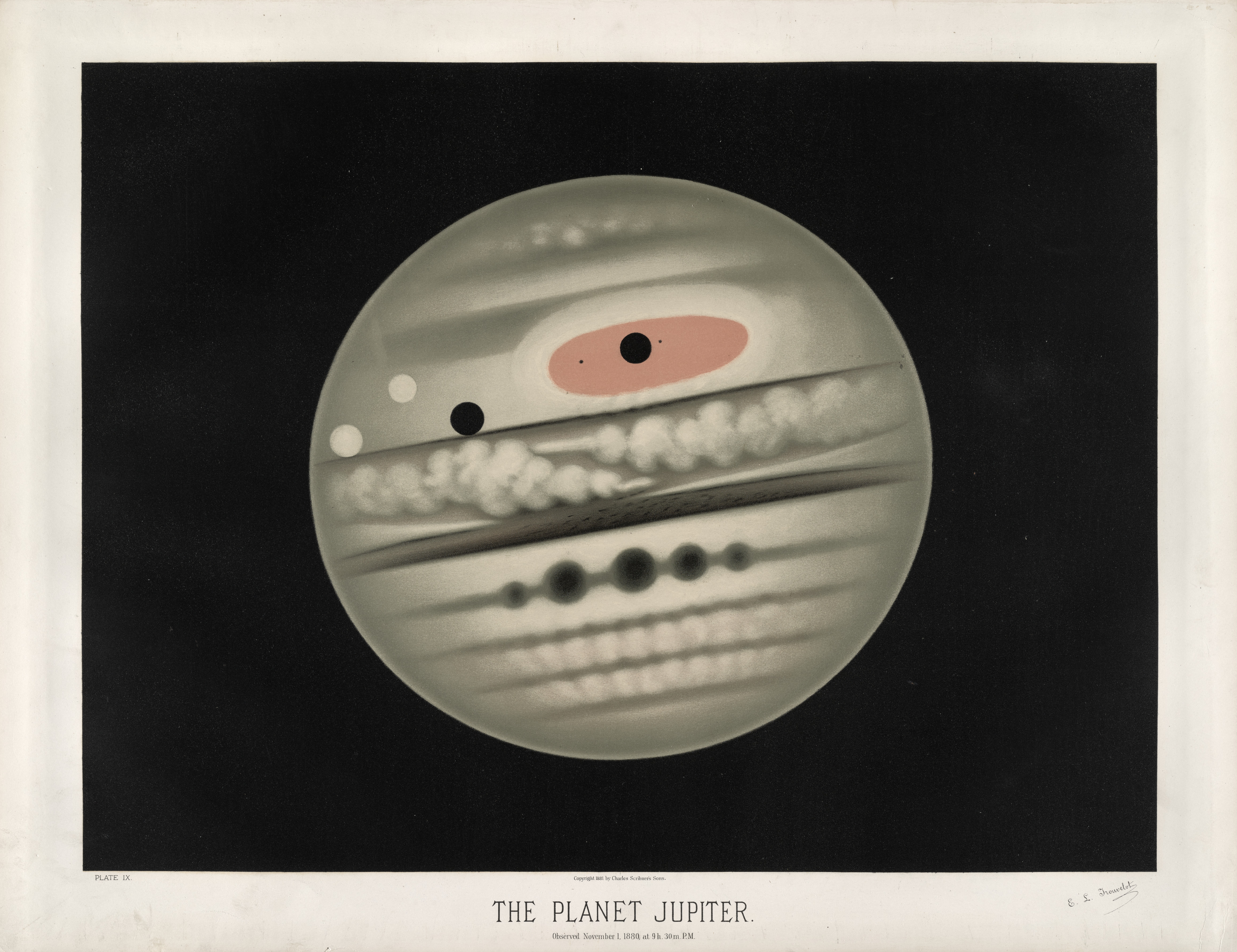
木星,1880年
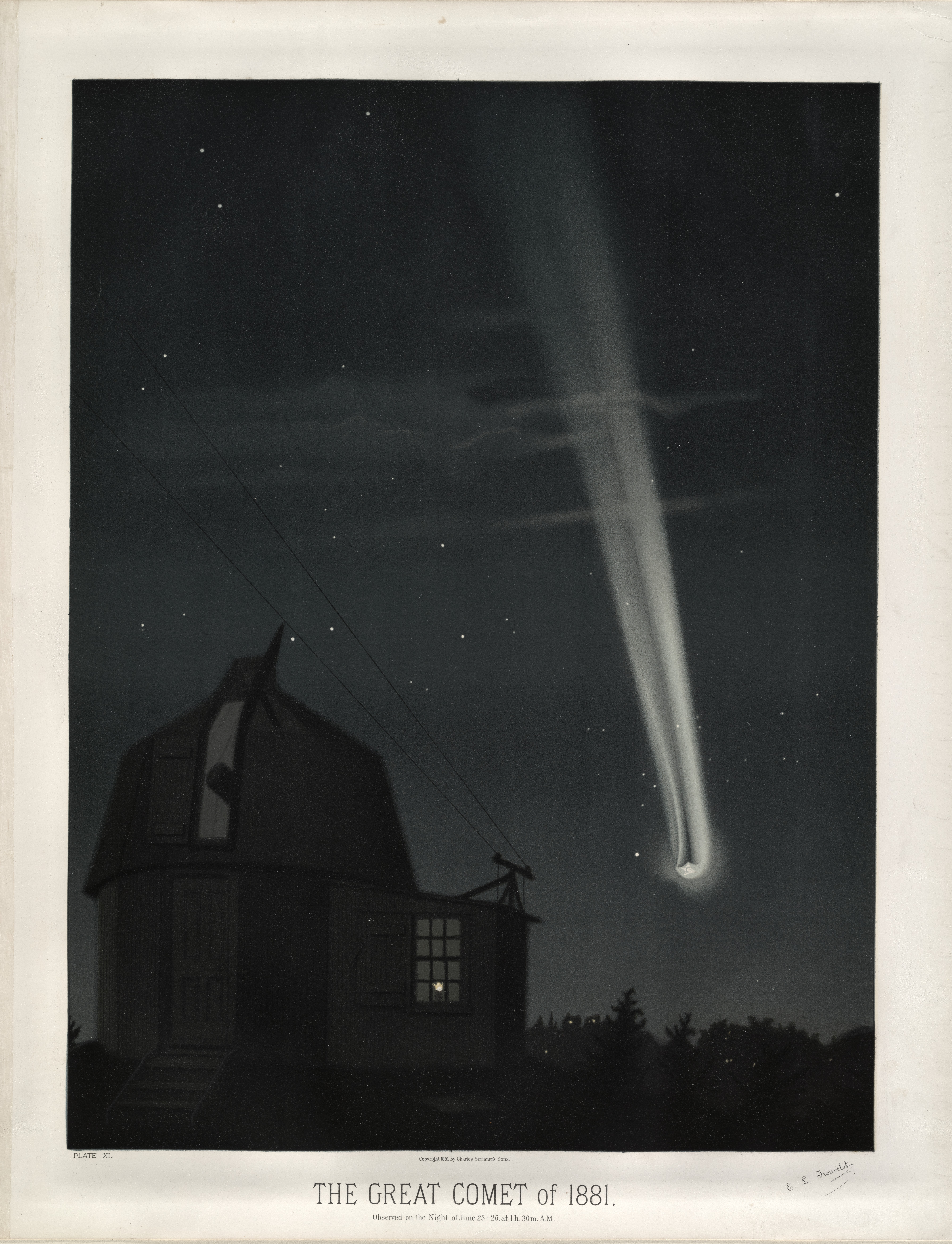
1881年大彗星
11月流星雨

## 备注
1. ↑  Onion, Rebecca. . Slate (blog). January 21, 2015  [2017-09-13]. （原始内容存档于2018-10-26）.
2. ↑  .   [2017-09-13]. （原始内容存档于2021-05-08）.
3. 1 2  Jimena Canales, A Tenth of A Second: A History (Chicago University Press, 2011)
4. ↑   The Gypsy Moth: Research Toward Integrated Pest Management, United States Department of Agriculture, 1981
5. ↑  Watson, A., Fletcher, D.S. & Nye, I.W.B., 1980, in Nye, I.W.B. [Ed.], The Generic Names of Moths of the World, volume 2 © Trustees of the British Museum (Natural History), Publication Number 811 ISBN 0-565-00811-0 http://www.nhm.ac.uk/research-curation/research/projects/butmoth/pdf/GNMW_Vol_2.pdf （页面存档备份，存于）
6. ↑   (PDF). American Academy of Arts and Sciences.   [September 11, 2016]. （原始内容 (PDF)存档于2018-10-05）.
7. ↑  .   [2017-09-13]. （原始内容存档于2014-12-16）.